# Paulina de Wurtemberg (1836-1911)

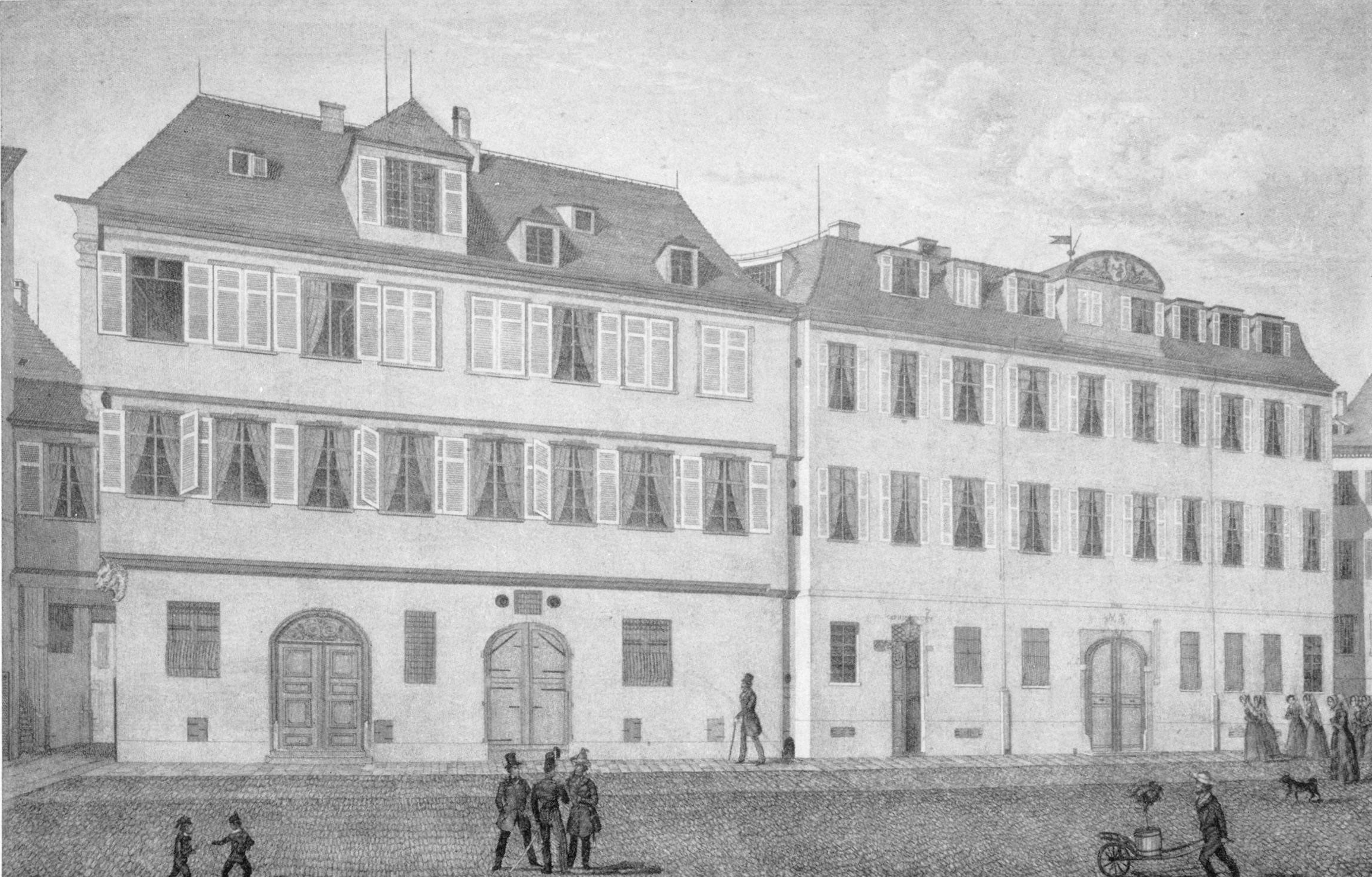
El edificio de la Katharinenstift, donde estudió Paulina hasta 1847

Paulina de Wurtemberg (Viena, 8 de agosto de 1836-Hohenthurm, 6 de octubre de 1911) fue una noble alemana, nieta por vía morganática del duque Guillermo de Wurtemberg.

## Biografía
Fue una de los cuatro vástagos fruto del matrimonio formado por el conde Alejandro de Wurtemberg y la condesa Helena Festetics de Tolna (1812-1866). Por parte paterna su padre era a su vez hijo primogénito del duque Guillermo de Wurtemberg y de su esposa morganática la baronesa Guillermina von Tunderfeldt-Rhodis (1777-1822). Su abuelo paterno era hermano menor del rey Federico I de Wurtemberg. Por parte de su madre, esta era hija del conde Ladislao Festetics de Tolna, importante jurista y cortesano húngaro; y de su esposa la princesa Josefina de Hohenzollern-Hechingen, hija a su vez de Hermann, príncipe reinante de Hohenzollern-Hechingen. Sus padres habían contraído matrimonio en el Palacio de Festetics en Keszthely, propiedad del padre de Helene, el 3 de julio de 1832.
Paulina tuvo además otros hermanos y hermanas, titulados condes de Wurtemberg:
- Everardo (1833-1910), militar al servicio del Imperio austríaco y del reino de Wurtemberg. Murió célibe aunque con descendencia ilegítima.
- Guillermina (1834-1910), religiosa de la Sociedad del Sagrado Corazón de Jesús.[3][4]
- Carlos Alejandro (1839-1876), militar.

Su padre murió en 1844, desde entonces su madre pasaría a vivir en Viena junto con sus hermanos. Viena era el lugar donde vivía gran parte de la familia de su madre. El año siguiente (28 de diciembre de 1845 en la iglesia de San Miguel de Viena) su madre contraería un segundo matrimonio con el barón Francisco Chollet du Bourget, noble saboyano de Chambery, por entonces parte del reino de Cerdeña.
Hasta 1847 que se unió a su madre y sus hermanos en Viena, Paulina estudiaría en el Königlichen Katharinenstift, elitista institución educativa para hijas de la nobleza del reino de Wurtemberg en la capital de este estado, Stuttgart.
Tras diversas negociaciones, especialmente en torno a temas económicos, contrajo matrimonio el 25 de abril de 1857 con el noble sajón Maximiliano Adam von Wuthenau-Hohenthurm. Este era oficial en el ejército real sajón. De este matrimonio tendría tres hijos:
- Max Adam Traugott von Wuthenau-Hohenturm (1859), muerto en la infancia.
- Carl Adam von Wuthenau-Hohenthurm (1863–1946), militar, casado con la condesa Antoinette Chotek von Chotkowa und Wognin (1874–1930). Antoinette era hermana de Sofía, esposa morganática del archiduque Francisco Fernando de Austria, heredero de Francisco José I de Austria desde 1889 hasta 1914.
- Wilma (1861-1931), casada con el conde Carl Hans Feodor von Wuthenau-Hohenturm

Murió el 6 de octubre de 1911 en Hohenthurm, entonces parte del reino de Prusia.

## Títulos
- Condesa de Württemberg, con el tratamiento de Erlaucht (similar a Su Alteza Ilustrísima)